# Pod Pajštúnom
Pod Pajštúnom je přírodní rezervace v pohoří Malé Karpaty v podcelku Pezinské Karpaty, v jižní části Pajštúnského hradního kopce. Nachází se v katastrálním území města Stupava v okrese Malacky v Bratislavském kraji na Slovensku. Vyhlášena byla v roce 1984 a její rozloha je 141,4 hektaru.

## Předmět ochrany
Předmětem ochrany jsou lesní společenstva květnatých bučin, dubohabřin, karpatských lipovo-javorových suťových lesů v jejich přirozeném druhovém složení a struktuře a ochrana panonských a subpanonských travinných porostů na karbonátovém substrátu.

## Přírodní poměry
Okolí Borinky je součástí Borinského krasu, který se rozprostírá na ploše 36 km² v jižní části Malých Karpat. Vody potoků se zde na několika úsecích ztrácejí pod zemí a pak opět vystupují na povrch. Přírodní zvláštností je, že část vod z horní části povodí Stupavského potoka v důsledku podzemního "pirátství" je odváděna pod zemí na opačnou stranu pohoří Malých Karpat a vyúsťuje na povrch až v občasné vyvěračce nad Limbachem. V tomto krasovém území se nachází i několik jeskyní, například Zbojnická, Velké Propadlé, Jeskyně pod Okopancom a jiné.
Na ochranu přirozených lesních společenstev 2.–4. vegetačního stupně byla v roce 1984 vyhlášena přírodní rezervace Pod Pajštúnom. Rozprostírá se pod hradním kopcem převážně na jeho jižních a jihozápadních svazích v nadmořské výšce 200–519 m. Nejrozšířenější jsou zde dubové bučiny, bukové doubravy, bučiny a v okolí vápencových útesů na sutinových stanovištích v okolí Pajštúnského hradu se vyskytují lipové javořiny.
Pro nejteplejší lesní společenstva s dubem jsou typickými druhy bylin hrachor černý (Lathyrus niger), medovník meduňkolistý (Melittis melissophyllum). Bučinovými druhy jsou například svízel vonný (Galium odoratum), kyčelnice cibulkonosná (Dentaria bulbifera). V ostrůvkovitě rozšířených nelesních společenstvech na skalách v okolí hradu a kamenolomu se vyskytují například tolita lékařská (Vincetoxicum hirundinaria), zvonek řepkovitý (Campanula rapunculoides), sleziník červený (Asplenium trichomanes), ožanka horská (Teucrium montanum) a ožanka kalamandra (Teucrium chamaedrys). Nápadným druhem lesních porostů podél cest, chodníků a světlin je drnavec lékařský (Parietaria officinalis).
Velkou ekologickou hodnotu v přírodní rezervaci představují četné staré, více než 300leté jedince dubů. Jsou velmi důležité pro vývoj stovek druhů podkorního a dřevokazného hmyzu, jako jsou například roháč obecný (Lucanus cervus), tesařík obrovský (Cerambyx cerdo) a více druhů krasců. Na takových dubech se vyvíjejí housenky až 100 druhů motýlů. V teplých okrajových částech přírodní rezervace se vyskytuje největší had Česka – užovka stromová (Zamenis longissimus). Na světlinách v přírodní rezervaci se vyskytuje i jasoň dymnivkový (Parnassius mnemosyne).
Nepůvodními druhy v přírodní rezervaci jsou například netýkavka malokvětá (Impatiens parviflora), modřín opadavý (Larix decidua), muflon (Ovis musimon), daněk skvrnitý (Dama dama).